# Pwned

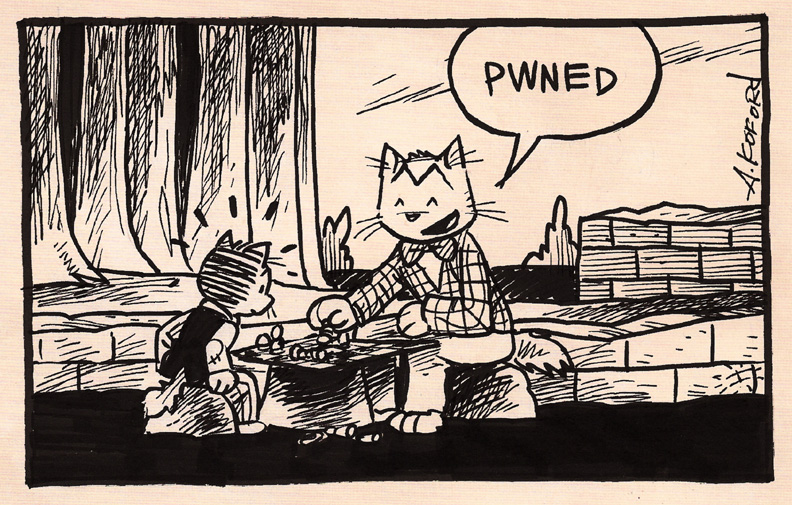
Laugh-Out-Loud Cats #736, de Adam "Ape Lad" Koford. Dos gatos vagabundos Kitteh y Pip están jugando al ajedrez, y Kitteh dice "PWNED".

El término pwned es un derivado del inglés "owned" u "own", e implica el sometimiento o la humillación de un rival, utilizado principalmente en la cultura de los juegos de Internet para insultar a un oponente que acaba de ser derrotado (por ejemplo, "You just got pwned!" (¡Has sido derrotado!).
En la jerga hacker, pwn significa comprometer la seguridad o tener el control de un ordenador (servidor o PC), sitio web, dispositivo de puerta de enlace, o aplicación. 
El inicio de su uso se atribuye a un error de escritura en un mapa del juego Warcraft, ya que en los teclados qwerty la "p" y la "o" están una al lado de otra. También es atribuido a la expresión que se utiliza al ejecutar un jaque mate por un peón de ajedrez, "pawn" en inglés.
La popularidad de la expresión entre los adolescentes aumentó a mediados del 2000, con la difusión que se realizó en Internet de escribir de cierta forma que se pareciera al lenguaje hablado.
También se suele escribir de diversas formas: pwnd, pwn'd pwn3d o pwnt.